# Corrección Greenhouse–Geisser
La corrección Greenhouse-Geisser {\displaystyle {\widehat {\varepsilon }}} es un método de ajuste para la falta de esfericidad en un método de medidas repetidas ANOVA. La corrección funciona como el estimado del epsilon (esfericidad) y como una corrección por la falta de esfericidad. La corrección fue propuesta por Samuel Greenhouse y Seymour Geissser en 1959
La corrección Greenhouse-Geisser es un estimado de esfericidad ({\displaystyle {\widehat {\varepsilon }}}). Si la esfericidad se cumple, entonces {\displaystyle {\widehat {\varepsilon }}}=1. En caso de que esta no se cumpla, el valor será menor a 1 (y los grados de libertad serán sobrestimados, lo que conllevará que el valor F sea inflado). Para corregir esta inflación, multiplicamos el epsilon estimado Greenhouse-Geisser con los grados de libertad usados para calcular el valor crítico de F.
Una corrección alternativa que se cree que es menos conservadora es la corrección Huynh-Feldt (1976). Como "Rule of thumb" (expresión del idioma inglés que designa un principio o criterio de amplia aplicación que no es necesariamente preciso ni fiable en toda situación) la corrección Greenhouse-Geisser es preferida cuando el epsilon muestra un valor por debajo del 0.75. De otro modo, es más común usar la corrección Huynh-Feldt.